# Daničići
Daničići su naseljeno mjesto u općini Foča, Republika Srpska, BiH. 

## Stanovništvo
| Narod     | Popis 1961. | Popis 1971. | Popis 1981. | Popis 1991. |
| --------- | ----------- | ----------- | ----------- | ----------- |
| Hrvati    |             |             |             |             |
| Muslimani | 177         | 201         | 179         | 131         |
| Srbi      | 95          | 71          | 61          | 31          |
| ostali    | 1           | 1           |             | 1           |
| Ukupno    | 273         | 273         | 240         | 163         |